# Reseda lutea
Reseda lutea é uma espécie de planta com flor pertencente à família Resedaceae. 
A autoridade científica da espécie é L., tendo sido publicada em Species Plantarum 1: 449. 1753.

## Portugal
Trata-se de uma espécie presente no território português, nomeadamente os seguintes táxones infraespecíficos:
- Reseda lutea subsp. lutea - presente em Portugal Continental. Em termos de naturalidade é nativa da região atrás referida. Não se encontra protegida por legislação portuguesa ou da Comunidade Europeia.